# Бейт-Яшут (нохія)
Бейт-Яшут (араб. ناحية بيت ياشوط‎‎) — нохія у Сирії, що входить до складу району Джебла провінції Латакія. Адміністративний центр — м. Бейт-Яшут.
| Сирія | Це незавершена стаття з географії Сирії. Ви можете допомогти проєкту, виправивши або дописавши її. |